# Wolcott (Nueva York)
Wolcott es un pueblo ubicado en el condado de Wayne en el estado estadounidense de Nueva York. En el año 2000 tenía una población de 4 692 habitantes y una densidad poblacional de 45 personas por km².

## Geografía
Wolcott se encuentra ubicado en las coordenadas 43°13′14″N 76°48′46″O / 43.22056, -76.81278.

## Demografía
Según la Oficina del Censo en 2000 los ingresos medios por hogar en la localidad eran de $33 516, y los ingresos medios por familia eran $40 265. Los hombres tenían unos ingresos medios de $32 617 frente a los $21 898 para las mujeres. La renta per cápita para la localidad era de $15 487. Alrededor del 16,7% de la población estaban por debajo del umbral de pobreza.
 